# Seicercus soror
Seicercus soror е вид птица от семейство Phylloscopidae.

## Разпространение
Видът е разпространен във Виетнам, Камбоджа, Китай, Лаос, Мианмар и Тайланд.